# 샛별중학교 (경기)
샛별중학교(샛별中學校)는 대한민국 경기도 성남시 분당구 수내동에 있는 공립 중학교이다.

## 학교 연혁
- 2008년 1월 13일 : 샛별중학교 설립인가
- 2008년 3월 1일 : 초대 한영희 교장 취임 및 280명 입학
- 2010년 12월 3일 : 교원업무경감을 위한 학교조직 효율화 운영 지정
- 2011년 2월 8일 : 2010년도 제1회 졸업생 7학급 274명 졸업
- 2019년 3월 2일 : 디지털교과서 선도학교 운영
- 2020년 3월 2일 : 소프트웨어교육 선도학교 운영
- 2021년 9월 1일 : 2021년 스마트교실 구축
- 2022년 9월 1일 : 제6대 소진형 교장 취임
- 2023년 2월 20일 : 2023년 인공지능(AI) 교육 선도학교 선정(교육활동 모델교)
- 2024년 1월 5일 : 제14회 졸업생183명(총 3,016명)
- 2024년 3월 4일 : 2024학년도 7학급 195명 입학

## 참고 자료
- 샛별중학교 - 한국교육학술정보원 학교알리미